# Chalcoscirtus alpicola
Chalcoscirtus alpicola är en spindelart som först beskrevs av Koch L. 1876.  Chalcoscirtus alpicola ingår i släktet Chalcoscirtus och familjen hoppspindlar. Inga underarter finns listade i Catalogue of Life.